# Brittney Reese
Brittney Davon Reese (Inglewood, 9 de septiembre de 1986) es una deportista estadounidense que compite en atletismo, especialista en la prueba de salto de longitud. Fue campeona olímpica en 2012 y siete veces campeona mundial.
Participó en cuatro Juegos Olímpicos de Verano, obteniendo tres medallas, oro en Londres 2012 y plata en Río de Janeiro 2016 y en Tokio 2020, y el cuarto lugar en Pekín 2008.
Ganó cuatro medallas de oro en el Campeonato Mundial de Atletismo entre los años 2009 y 2017, y cuatro medallas en el Campeonato Mundial de Atletismo en Pista Cubierta entre los años 2010 y 2018.

## Palmarés internacional
| Juegos Olímpicos                     | Juegos Olímpicos          | Juegos Olímpicos | Juegos Olímpicos  |
| Año                                  | Lugar                     | Medalla          | Prueba            |
| ------------------------------------ | ------------------------- | ---------------- | ----------------- |
| 2012                                 | Londres (Reino Unido)     | Medalla de oro   | Salto de longitud |
| 2016                                 | Río de Janeiro (Brasil)   | Medalla de plata | Salto de longitud |
| 2020                                 | Tokio (Japón)             | Medalla de plata | Salto de longitud |
| Campeonato Mundial                   |                           |                  |                   |
| Año                                  | Lugar                     | Medalla          | Prueba            |
| 2009                                 | Berlín (Alemania)         | Medalla de oro   | Salto de longitud |
| 2011                                 | Daegu (Corea del Sur)     | Medalla de oro   | Salto de longitud |
| 2013                                 | Moscú (Rusia)             | Medalla de oro   | Salto de longitud |
| 2017                                 | Londres (Reino Unido)     | Medalla de oro   | Salto de longitud |
| Campeonato Mundial en Pista Cubierta |                           |                  |                   |
| Año                                  | Lugar                     | Medalla          | Prueba            |
| 2010                                 | Doha (Catar)              | Medalla de oro   | Salto de longitud |
| 2012                                 | Estambul (Turquía)        | Medalla de oro   | Salto de longitud |
| 2016                                 | Portland (Estados Unidos) | Medalla de oro   | Salto de longitud |
| 2018                                 | Birmingham (Reino Unido)  | Medalla de plata | Salto de longitud |